# Lisa Tjalve
Lisa Tjalve (født 1974 i København) er en dansk operasangerinde.

## Eksterne Henvisninger
- http://www.lisatjalve.com/
- http://www.kirkekoncert.com/?IId=573&EId=51